# Chubado (inslagkrater)
Chubado is een inslagkrater op de planeet Venus. Chubado werd in 1997 genoemd naar Chubado, een Fula meisjesnaam (West-Afrika).
De krater heeft een diameter van 7 kilometer en bevindt zich in het quadrangle Bereghinya Planitia (V-8).